# Margareta Schönström
Hildegard Margareta Johanna Schönström, född den 6 december 1899 i Malmö, död den 7 maj 1982 i Engelbrekts församling, Stockholm, var en svensk skådespelerska och sångerska.
Hon var gift med Thor Modéen 1924–1943 och var syster till Ulla Billquist. Hon var verksam som sångerska under pseudonymen Greta Alda. Hon är begravd på Bromma kyrkogård i Stockholm.

## Filmografi
- 1923 – Gamla gatans karneval
- 1930 – Den gamla gården
- 1933 – Augustas lilla felsteg

## Teater

### Roller
| År   | Roll | Produktion                            | Regi         | Teater                        |
| ---- | ---- | ------------------------------------- | ------------ | ----------------------------- |
| 1925 |      | En piga bland pigor Ernst Fastbom     | Axel Hultman | Vanadislundens friluftsteater |
| 1925 |      | Öregrund-Östhammar Selfrid Kinmansson | Axel Hultman | Vanadislundens friluftsteater |

## Diskografi i urval

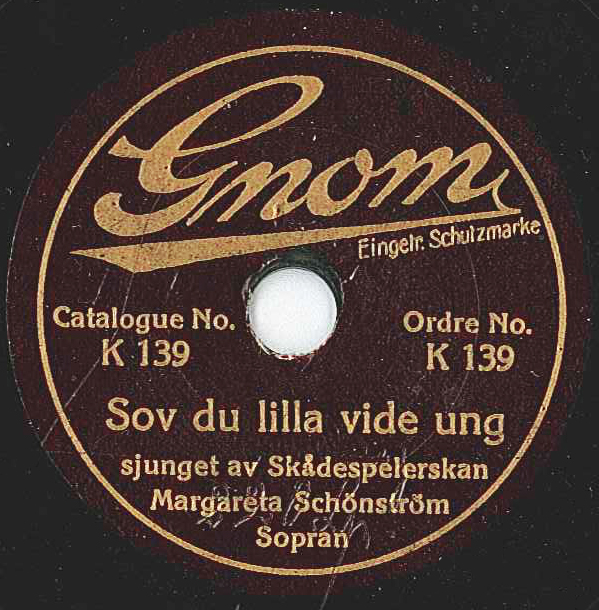
Etiketten till Margareta Schönströms insjungning av Sov du lilla vide ung för skivmärket Gnom 1925.

- Fem smutsiga små fingrar (Two dirty little hands) - med Helge Lindberg, piano
- Jungfrun går i ringen - med pianoackompanjemang
- När lillan kom till jorden - med Helge Lindberg, piano
- Om din kärlek drömmer jag - med Thor Modéen
- Sov du lilla vide ung - med pianoackompanjemang
- Den lilla Mimosa (ur filmen Styrman Karlssons flammor)